# Bison (бронетранспортер)
Bison (з англ. Bison — Бізон) — бронетранспортер розроблений на базі 8х8 MOWAG Piranha, канадською компанією General Motors Diesel Division (зараз General Dynamics Land Systems). Більшість випущених машин були придбані та призначені для Головного резерву канадських збройних сил, але через короткий час були передані регулярним силам канадської армії.
Прототип Бізону з'явився в 1988 році, цього ж року почалося його виробництво. Перші машини були прийняті на службу у 1990 році, ними замінили застарілі бронетраспортери Grizzly. 
Головними операторами Бізонів, є Канада та Австралія. Близько 12 машин було продано Національний гвардії США для підтримки операцій по боротьбі з оборотом наркотиків.
У період з 2002 по 2008 роки, Канадські збройні сили модернізували усі 199 Бізонів. Оновлення включали поліпшену потужність двигуна, нові торсіони, фітинги для накладної броні, кондиціонер, і респіраторна система VRS.

## Характеристики
Бізон розроблений на базі 8х8 MOWAG Piranha і має схожі спільні риси, проте з багатьма відмінностями у деталях.
Місце водія у передній частині машини з ліва, місце командира позаду нього. Також бронетраспортер вміщає до 8-ми чоловік піхоти. Двигун і трансмісія знаходиться у правій стороні корпусу. 

### Найвідоміші модіфікації
- Bison MRT — машина Мобільної ремонтної команди
- Bison MRV — машина Технічного обслуговування та відновлення
- Buffalo — броньована ремонтно-евакуаційна машина;
- Coyote — броньована розвідувальна машина з LAV-25
- Ambulance — машина швидкої допомоги
- Command vehicle — Командно-штабна машина
- 81-mm mortar carrier
- Electronic warfare vehicle
- NBC reconnaissance vehicle

## Оператори
- Австралія:
  - Армія Австралії: 97
- Канада
  - Армія Канади: 199
- США
  - Національна гвардія США: 12